# Zyginama inornata
Zyginama inornata är en insektsart som först beskrevs av Mcatee 1924.  Zyginama inornata ingår i släktet Zyginama och familjen dvärgstritar. Inga underarter finns listade i Catalogue of Life.